# Annona poeppigii
Annona poeppigii är en kirimojaväxtart som först beskrevs av Carl Friedrich Philipp von Martius, och fick sitt nu gällande namn av Paulus Johannes Maria Maas och Lübbert Ybele Theodoor Westra. Annona poeppigii ingår i släktet annonor, och familjen kirimojaväxter. Inga underarter finns listade i Catalogue of Life.